# Эр-Райян (волейбольный клуб)
Эр-Райян (араб. الريان‎) — катарский волейбольный клуб из одноимённого города.

## История
Участвует в чемпионате Катара с его первого розыгрыша в сезоне 1979/80 года, когда команда стала серебряным призёром. В 1993 году впервые стала чемпионом. Участвуя во всех 37 чемпионатах 8 раз становились чемпионами, при этом значительно уступая 25-кратному чемпиону «Аль-Араби».

## Достижения
Чемпионат Катара
- (8) 1993, 1995, 1998, 2001, 2007, 2013, 2014, 2015
- (12) 1980, 1981, 1987, 1989, 1990, 1991, 1994, 1996, 2008, 2010, 2012, 2016
- (13) 1982, 1985, 1986, 1992, 1997, 1999, 2000, 2003, 2004, 2005, 2006, 2009, 2011

Кубок эмира
- (11) 1987, 1989, 1994, 1999, 2000, 2003, 2006, 2007, 2010, 2012, 2013
- (13) 1980, 1981, 1982, 1983, 1984, 1985, 1991, 1993, 1997, 1998, 2005, 2011, 2015

Кубок наследного принца
- (9): 1993, 1995, 2002, 2003, 2007, 2010, 2011, 2013, 2016
- (11): 1991, 1994, 1997, 1998, 2000, 2001, 2004, 2005, 2006, 2008, 2009

Клубный чемпионат Залива
- (3) 2011,2015,2016
- (1) 2014

Клубный чемпионат Азии / Лига чемпионов АКВ
- (1) 2025
- (2) 2013, 2014
- (1) 2019

Клубный чемпионат мира
- (1) 2014

## Состав
Состав на клубном чемпионате мира 2014 года
- Главный тренер:  Игорь Арбутина

| №  | Игрок                      | Дата рождения | Рост | Вес |
| 1  | Матей Казийски             | 23.09.1984    | 203  | 98  |
| 2  | Али Хасан Асади            | 07.01.1986    | 184  | 75  |
| 4  | Мохамед Аль-Уи             | 04.08.1989    | 198  | 90  |
| 5  | Мохамед Хашдади            | 02.02.1991    | 198  | 90  |
| 6  | Майкл Санчес               | 05.06.1986    | 206  | 100 |
| 7  | Рафаэль Виейра ди Оливейра | 14.06.1979    | 190  | 82  |
| 9  | Али Байрами                | 13.02.1979    | 188  | 80  |
| 10 | Мохаммед Абдулла           | 26.05.1985    | 195  | 97  |
| 11 | Робертланди Симон          | 11.06.1987    | 208  | 114 |
| 12 | Мубарак Дахи Валид         | 01.04.1991    | 201  | 92  |
| 13 | Али Хамид Якуб             | 15.10.1987    | 194  | 85  |
| 16 | Алан Домингос (L)          | 15.02.1980    | 190  | 89  |